# 金塔诺马尔公园
金塔诺马尔公园是智利的一座城市公园，位于智利聖地亞哥首都大區的金塔诺马尔市镇。公园东面是马图卡纳大道，南面是波塔莱斯大道，北面是圣多明各街。公园内有几个博物馆，包括智利国家自然历史博物馆和铁路博物馆。靠近公园有记忆与人权博物馆和一个公共图书馆。
前往公园可经由圣地亚哥地铁的金塔诺马尔站。
公园建于1841年，作为栽培外来植物物种的温室。公园面积35.5公頃（88英畝）。孩子们可以在公园里面玩水和划船。在公园的后面有立式烤架，任何人都可以使用来烧烤。1875年，这里是智利国际展览会的举办地点。
公园北侧街对面是圣地亚哥露德圣母圣殿以及露德山洞。